# Formuła 2 – Red Bull Ring 2020
Runda Formuły 2 na torze Red Bull Ring – runda pierwsza mistrzostw Formuły 2 w sezonie 2020.

## Wyniki

### Sesja treningowa
| Nr | Kierowca     | Konstruktor | Czas     | Okr. |
| -- | ------------ | ----------- | -------- | ---- |
| 7  | Yūki Tsunoda | Carlin      | 1:15,249 | 22   |

### Kwalifikacje
Źródło: motorsport.com
| Poz. | Nr | Kierowca            | Konstruktor           | Czas     | Poz. s. |
| ---- | -- | ------------------- | --------------------- | -------- | ------- |
| 1    | 3  | Zhou Guanyu         | UNI-Virtuosi Racing   | 1:14,416 | 1       |
| 2    | 15 | Felipe Drugovich    | MP Motorsport         | 1:14,880 | 2       |
| 3    | 4  | Callum Ilott        | UNI-Virtuosi Racing   | 1:14,884 | 3       |
| 4    | 6  | Christian Lundgaard | ART Grand Prix        | 1:14,922 | 4       |
| 5    | 20 | Mick Schumacher     | Prema Racing          | 1:14,952 | 5       |
| 6    | 8  | Jehan Daruvala      | Carlin                | 1:15,028 | 6       |
| 7    | 25 | Luca Ghiotto        | Hitech Grand Prix     | 1:15,044 | 7       |
| 8    | 21 | Robert Szwarcman    | Prema Racing          | 1:15,051 | 8       |
| 9    | 2  | Dan Ticktum         | DAMS                  | 1:15,128 | 9       |
| 10   | 11 | Louis Delétraz      | Charouz Racing System | 1:15,151 | 10      |
| 11   | 24 | Nikita Mazepin      | Hitech Grand Prix     | 1:15,152 | 11      |
| 12   | 7  | Yūki Tsunoda        | Carlin                | 1:15,157 | 12      |
| 13   | 5  | Marcus Armstrong    | ART Grand Prix        | 1:15,208 | 13      |
| 14   | 9  | Jack Aitken         | Campos Racing         | 1:15,264 | 14      |
| 15   | 12 | Pedro Piquet        | Charouz Racing System | 1:15,376 | 15      |
| 16   | 22 | Roy Nissany         | Trident               | 1:15,457 | 16      |
| 17   | 1  | Sean Gelael         | DAMS                  | 1:15,604 | 17      |
| 18   | 17 | Giuliano Alesi      | BWT HWA Racelab       | 1:15,688 | 18      |
| 19   | 10 | Guilherme Samaia    | Campos Racing         | 1:15,703 | 19      |
| 20   | 16 | Artiom Markiełow    | BWT HWA Racelab       | 1:15,746 | 20      |
| 21   | 14 | Nobuharu Matsushita | MP Motorsport         | 1:15,897 | 21      |
| 22   | 23 | Marino Sato         | Trident               | 1:16,011 | 22      |
| Poz. | Nr | Kierowca            | Konstruktor           | Czas     | Poz. s. |

### Główny wyścig

#### Wyścig
Źródło: motorsport.com
| P                                                     | + / –     | Nr | Kierowca            | Konstruktor           | Okr. | Czas / Strata | Komentarz |
| ----------------------------------------------------- | --------- | -- | ------------------- | --------------------- | ---- | ------------- | --------- |
| 1                                                     | 2         | 4  | Callum Ilott        | UNI-Virtuosi Racing   | 40   | 54:21,050     |           |
| 2                                                     | 11        | 5  | Marcus Armstrong    | ART Grand Prix        | 40   | +0:08,856     |           |
| 3                                                     | 5         | 21 | Robert Szwarcman    | Prema Racing          | 40   | +0:09,291     |           |
| 4                                                     | Bez zmian | 6  | Christian Lundgaard | ART Grand Prix        | 40   | +0:10,878     |           |
| 5                                                     | 4         | 2  | Dan Ticktum         | DAMS                  | 40   | +0:11,277     |           |
| 6                                                     | 12        | 17 | Giuliano Alesi      | BWT HWA Racelab       | 40   | +0:12,828     |           |
| 7                                                     | 3         | 11 | Louis Delétraz      | Charouz Racing System | 40   | +0:16,267     |           |
| 8                                                     | 6         | 15 | Felipe Drugovich    | MP Motorsport         | 40   | +0:17,033     |           |
| 9                                                     | 12        | 14 | Nobuharu Matsushita | MP Motorsport         | 40   | +0:17,435     |           |
| 10                                                    | 6         | 22 | Roy Nissany         | Trident               | 40   | +0:19,543     |           |
| 11                                                    | 6         | 20 | Mick Schumacher     | Prema Racing          | 40   | +0:20,049     |           |
| 12                                                    | 6         | 8  | Jehan Daruvala      | Carlin                | 40   | +0:22,008     |           |
| 13                                                    | 2         | 12 | Pedro Piquet        | Charouz Racing System | 40   | +0:24,996     |           |
| 14                                                    | 3         | 24 | Nikita Mazepin      | Hitech Grand Prix     | 40   | +0:25,885     |           |
| 15                                                    | 1         | 9  | Jack Aitken         | Campos Racing         | 40   | +0:30,138     |           |
| 16                                                    | 3         | 10 | Guilherme Samaia    | Campos Racing         | 40   | +0:53,934     |           |
| 17                                                    | 16        | 3  | Zhou Guanyu         | UNI-Virtuosi Racing   | 39   | +1 okr.       |           |
| 18                                                    | 8         | 7  | Yūki Tsunoda        | Carlin                | 39   | +1 okr.       |           |
| Niesklasyfikowani                                     |           |    |                     |                       |      |               |           |
|                                                       |           | 16 | Artiom Markiełow    | BWT HWA Racelab       | 26   | +14 okr.      | mechanika |
|                                                       |           | 1  | Sean Gelael         | DAMS                  | 16   | +24 okr.      | mechanika |
|                                                       |           | 23 | Marino Sato         | Trident               | 2    | +38 okr.      | mechanika |
| Nie wystartowali / niedopuszczeni do ponownego startu |           |    |                     |                       |      |               |           |
|                                                       |           | 25 | Luca Ghiotto        | Hitech Grand Prix     | 0    |               | mechanika |
| P                                                     | + / –     | Nr | Kierowca            | Konstruktor           | Okr. | Czas / Strata | Komentarz |

#### Najszybsze okrążenie
| Nr | Kierowca    | Konstruktor         | Czas     | Okr. |
| -- | ----------- | ------------------- | -------- | ---- |
| 3  | Zhou Guanyu | UNI-Virtuosi Racing | 1:16,983 | 38   |

#### Premia za najszybsze okrążenie w TOP 10
| Nr | Kierowca     | Konstruktor         | Czas     | Okr. |
| -- | ------------ | ------------------- | -------- | ---- |
| 4  | Callum Ilott | UNI-Virtuosi Racing | 1:17,016 | 27   |

### Sprint

#### Wyścig
Źródło: motorsport.com
| P                 | + / –     | Nr | Kierowca            | Konstruktor           | Okr. | Czas / Strata | Komentarz |
| ----------------- | --------- | -- | ------------------- | --------------------- | ---- | ------------- | --------- |
| 1                 | Bez zmian | 15 | Felipe Drugovich    | MP Motorsport         | 28   | 42:05,526     |           |
| 2                 | Bez zmian | 11 | Louis Delétraz      | Charouz Racing System | 28   | +0:02,469     |           |
| 3                 | 1         | 2  | Dan Ticktum         | DAMS                  | 28   | +0:02,790     |           |
| 4                 | 2         | 21 | Robert Szwarcman    | Prema Racing          | 28   | +0:03,330     |           |
| 5                 | Bez zmian | 6  | Christian Lundgaard | ART Grand Prix        | 28   | +0:05,396     |           |
| 6                 | 3         | 14 | Nobuharu Matsushita | MP Motorsport         | 28   | +0:09,177     |           |
| 7                 | 4         | 20 | Mick Schumacher     | Prema Racing          | 28   | +0:09,741     |           |
| 8                 | 7         | 9  | Jack Aitken         | Campos Racing         | 28   | +0:14,041     |           |
| 9                 | 1         | 4  | Callum Ilott        | UNI-Virtuosi Racing   | 28   | +0:14,272     |           |
| 10                | 4         | 24 | Nikita Mazepin      | Hitech Grand Prix     | 28   | +0:15,395     |           |
| 11                | 7         | 7  | Yūki Tsunoda        | Carlin                | 28   | +0:17,528     |           |
| 12                | 2         | 22 | Roy Nissany         | Trident               | 28   | +0:18,471     |           |
| 13                | Bez zmian | 12 | Pedro Piquet        | Charouz Racing System | 28   | +0:19,118     |           |
| 14                | 3         | 3  | Zhou Guanyu         | UNI-Virtuosi Racing   | 28   | +0:19,668     |           |
| 15                | 1         | 10 | Guilherme Samaia    | Campos Racing         | 28   | +0:22,082     |           |
| 16                | 4         | 8  | Jehan Daruvala      | Carlin                | 28   | +0:24,290     |           |
| 17                | 4         | 23 | Marino Sato         | Trident               | 28   | +0:24,909     |           |
| 18                | 1         | 16 | Artiom Markiełow    | BWT HWA Racelab       | 27   | +1 okr.       |           |
| Niesklasyfikowani |           |    |                     |                       |      |               |           |
|                   |           | 5  | Marcus Armstrong    | ART Grand Prix        | 13   | +15 okr.      | mechanika |
|                   |           | 25 | Luca Ghiotto        | Hitech Grand Prix     | 7    | +21 okr.      | kolizja   |
|                   |           | 1  | Sean Gelael         | DAMS                  | 3    | +25 okr.      | mechanika |
|                   |           | 17 | Giuliano Alesi      | BWT HWA Racelab       | 1    | +27 okr.      | silnik    |
| P                 | + / –     | Nr | Kierowca            | Konstruktor           | Okr. | Czas / Strata | Komentarz |

#### Najszybsze okrążenie
| Nr | Kierowca         | Konstruktor   | Czas     | Okr. |
| -- | ---------------- | ------------- | -------- | ---- |
| 15 | Felipe Drugovich | MP Motorsport | 1:17,277 | 25   |

## Klasyfikacja po zakończeniu rundy

### Kierowcy
| P                 | +/− | Kierowca            | Starty | Punkty | P1 | P2 | P3 | PP | NO | NS |
| ----------------- | --- | ------------------- | ------ | ------ | -- | -- | -- | -- | -- | -- |
| 1                 | N   | Callum Ilott        | 2      | 27     | 1  | –  | –  | –  | 1  | –  |
| 2                 | N   | Robert Szwarcman    | 2      | 23     | –  | –  | 1  | –  | –  | –  |
| 3                 | N   | Felipe Drugovich    | 2      | 21     | 1  | –  | –  | –  | 1  | –  |
| 4                 | N   | Dan Ticktum         | 2      | 20     | –  | –  | 1  | –  | –  | –  |
| 5                 | N   | Louis Delétraz      | 2      | 18     | –  | 1  | –  | –  | –  | –  |
| 6                 | N   | Marcus Armstrong    | 2      | 18     | –  | 1  | –  | –  | –  | 1  |
| 7                 | N   | Christian Lundgaard | 2      | 18     | –  | –  | –  | –  | –  | –  |
| 8                 | N   | Giuliano Alesi      | 2      | 8      | –  | –  | –  | –  | –  | 1  |
| 9                 | N   | Nobuharu Matsushita | 2      | 6      | –  | –  | –  | –  | –  | –  |
| 10                | N   | Zhou Guanyu         | 2      | 4      | –  | –  | –  | 1  | –  | –  |
| 11                | N   | Mick Schumacher     | 2      | 2      | –  | –  | –  | –  | –  | –  |
| 12                | N   | Jack Aitken         | 2      | 1      | –  | –  | –  | –  | –  | –  |
| 13                | N   | Roy Nissany         | 2      | 1      | –  | –  | –  | –  | –  | –  |
| 14                | N   | Nikita Mazepin      | 2      | 0      | –  | –  | –  | –  | –  | –  |
| 15                | N   | Yūki Tsunoda        | 2      | 0      | –  | –  | –  | –  | –  | –  |
| 16                | N   | Jehan Daruvala      | 2      | 0      | –  | –  | –  | –  | –  | –  |
| 17                | N   | Pedro Piquet        | 2      | 0      | –  | –  | –  | –  | –  | –  |
| 18                | N   | Guilherme Samaia    | 2      | 0      | –  | –  | –  | –  | –  | –  |
| 19                | N   | Marino Sato         | 2      | 0      | –  | –  | –  | –  | –  | 1  |
| 20                | N   | Artiom Markiełow    | 2      | 0      | –  | –  | –  | –  | –  | 1  |
| Niesklasyfikowani |     |                     |        |        |    |    |    |    |    |    |
|                   |     | Sean Gelael         | 2      | –      | –  | –  | –  | –  | –  | 2  |
|                   |     | Luca Ghiotto        | 1      | –      | –  | –  | –  | –  | –  | 1  |
| P                 | +/− | Kierowca            | Starty | Punkty | P1 | P2 | P3 | PP | NO | NS |

### Zespoły
| P  | +/− | Konstruktor           | Starty | Punkty | P1 | P2 | P3 | PP | NO | NS |
| -- | --- | --------------------- | ------ | ------ | -- | -- | -- | -- | -- | -- |
| 1  | N   | ART Grand Prix        | 4      | 36     | –  | 1  | –  | –  | –  | 1  |
| 2  | N   | UNI-Virtuosi Racing   | 4      | 31     | 1  | –  | –  | 1  | 1  | –  |
| 3  | N   | MP Motorsport         | 4      | 27     | 1  | –  | –  | –  | 1  | –  |
| 4  | N   | Prema Racing          | 4      | 25     | –  | –  | 1  | –  | –  | –  |
| 5  | N   | DAMS                  | 4      | 20     | –  | –  | 1  | –  | –  | 2  |
| 6  | N   | Charouz Racing System | 4      | 18     | –  | 1  | –  | –  | –  | –  |
| 7  | N   | BWT HWA Racelab       | 4      | 8      | –  | –  | –  | –  | –  | 2  |
| 8  | N   | Campos Racing         | 4      | 1      | –  | –  | –  | –  | –  | –  |
| 9  | N   | Trident               | 4      | 1      | –  | –  | –  | –  | –  | 1  |
| 10 | N   | Hitech Grand Prix     | 3      | 0      | –  | –  | –  | –  | –  | 1  |
| 11 | N   | Carlin                | 4      | 0      | –  | –  | –  | –  | –  | –  |
| P  | +/− | Konstruktor           | Starty | Punkty | P1 | P2 | P3 | PP | NO | NS |